# 神戸丸 (四国フェリー・2代)
神戸丸（こうべまる）は、四国フェリーが運航していたフェリー。本項目では、1982年に就航した2代目を取り扱う。

## 概要
神戸丸（初代）の代船として讃岐造船鉄工所で建造され、1982年5月に就航した。
1991年、第一神戸丸（2代）に改名、神戸丸（3代）の就航により引退した。
その後、海外売船され、韓国でCAR FERRY CHEJU NO.2として就航した。1993年にDONG YANG EXPRESS FERRYへ売却され、DONG YANG EXPRESS FERRY NO.6となった。
2000年にインドネシア海軍が取得し、2000年5月から11月まで韓国のDae Sun Shipbuilding & Engineeringで輸送艦への改装工事を受け、機関砲を搭載、ヘリ甲板が追加された。2000年11月10日にKRI Tanjung Kambani（971）として就役した。
船名は南東スラウェシ州ペレン島の岬に由来する。
2002年8月24日には、カリムン・ジャワ諸島で行われた海軍演習をメガワティ大統領が本船から視察した。

## 設計

### 輸送艦改造後
武装として20ミリ連装機関砲および35ミリ連装機関砲が搭載された。追加されたヘリ甲板は6.8トン以下のヘリコプターを運用可能で、AS322 スーパーピューマクラスの機体が着艦できる。乗員119名で運用され、兵員460名、貨物20.83トンを搭載して最大速力13ノットで15日間の作戦行動が可能で、車両を搭載する場合はダンプ38台、トラック45台、ワゴン車65台、セダン60台などを搭載可能である。また、短時間の場合、兵員1500名、貨物23.6トンを搭載することができる。

## 事故・インシデント

### 引船との衝突
1986年5月11日、2時57分ごろ、高松港に向けて神戸港を出港するため、東神戸フェリーセンター第4バースを離れ前面海域で左回頭中だった本船は、出航予定進路を逆航してきた引船明福丸と衝突した。明福丸の船首が本船の右舷側中央部やや後方に前方から約30度の角度で衝突、本船は右舷側中央部外板に凹傷を生じフレームが曲損した。明福丸は船首防舷材のため損傷がなかった。事故原因は明福丸の居眠り運航とされたが、本船が、深夜であるため投光器で相手船を照射するのみで、警告信号を行わなかったことも一因とされた。